# Мегеров, Рубен Калустович
Мегеров Рубен Калустович (1880 c .Енгижа — 06.02.1960 г. Кизляр) —звеньевой колхоза имени Шаумяна города Кизляр. Герой Социалистического Труда.

## Биография
Родился в 1880 году в селе Енгижа ныне Ехегнадзорский район Армении. Армянин. В 1917 году переехал в город Кизляр. В 1928 году поступил в артель «Новый Путь» ездовым, а год спустя вступил в артель «Красный пролетарий». После слияния нескольких артелей он продолжил трудиться в виноградарском колхозе им. Шаумяна. В 1949 году его звеном был получен урожай винограда 203,2 центнера с гектара на площади 3,6 гектара поливных виноградников. Указом Президиума Верховного Совета СССР от 12 июля 1950 года за получение высоких урожаев винограда в 1948 году звеньевой Мегеров Рубен Калустович удостоен звания Героя Социалистического Труда с вручением ордена Ленина и золотой медали «Серп и Молот». В 1955 и 1956 годах Р. К. Мегеров участник Всесоюзной сельскохозяйственной выставки в Москве. Умер 6 февраля 1960 года.